# كونيزة بيضاء
كونيزة بيضاء أو أريغارون سومطري أو أريغارون أبيض (الاسم العلمي:Conyza albida) هي نوع من النباتات يتبع جنس الكونيزة من الفصيلة النجمية.

## مرادفات الاسم العلمي
- Erigeron sumatrensis
- Erigeron albidus